# Glyphiulus zorzini
Glyphiulus zorzini är en mångfotingart som beskrevs av Jean-Paul Mauriès och Nguyen Duy-Jacquemin 1997. Glyphiulus zorzini ingår i släktet Glyphiulus och familjen Glyphiulidae. Inga underarter finns listade i Catalogue of Life.